# نراد دلاوی
نراد دلاوی (نام علمی: Abies delavayi) نام یک گونه از سرده نراد است.